# Муртазалиев, Магомед Абдулаевич
Магомед Абдулаевич Муртазалиев (27 марта 2001, с. Игали, Гумбетовский район, Дагестан, Россия) — российский борец греко-римского стиля, серебряный призёр чемпионата Европы 2024 года, призёр чемпионата России.

## Спортивная карьера
Уроженец села Игали Гумбетовского района, является воспитанником тренера Артура Курамагомедова. Выступает в школе «Спартак» в Махачкале. В сентябре 2020 года во Владимире стал бронзовым призёром юниорского первенства России. 22 августа 2022 года в Казани стал бронзовым призёром спартакиады. 8 февраля 2023 года на чемпионате России в Уфе, одолев в схватке за 3 место Тимура Чепчигашева из Красноярского края, стал бронзовым призёром. 14 февраля 2024 года в финале чемпионата Европы в Бухаресте уступил Артуру Алексаняну из Армении, став серебряным призёром. 22 октября 2024 года в Тиране завоевал бронзовую медаль на Первенстве мира среди борцов до 23 лет.

## Основные достижения
- Всероссийская спартакиада 2022 — ;
- Чемпионат России по греко-римской борьбе 2023 — ;
- II Игры стран СНГ 2023 — ;
- Чемпионат мира по борьбе среди спортсменов до 23 лет 2023 — ;
- Чемпионат Европы по борьбе 2024 — ;
- Чемпионат мира по борьбе среди спортсменов до 23 лет 2024 — ;